# Jaime Reyes Rodríguez
Jaime Reyes Rodríguez (Ciudad de México, 1 de diciembre de 1947-Ciudad de México, 29 de enero de 1999) fue un poeta mexicano. Autor de Isla de raíz amarga, insomne raíz (1976), Al vuelo el espejo de un río, La oración del Ogro (1984) y Un día un río. Recibió el Premio Xavier Villaurrutia de Poesía en 1977 y el Premio Nacional de Poesía en 1983, de la Universidad Autónoma de Zacatecas. Falleció en 1999 a causa de una neumonía.